# Магас-де-Сепеда
Магас-де-Сепеда (ісп. Magaz de Cepeda) — муніципалітет в Іспанії, у складі автономної спільноти Кастилія-і-Леон, у провінції Леон. Населення — 412 осіб (2010).
Муніципалітет розташований на відстані близько 310 км на північний захід від Мадрида, 41 км на захід від Леона.
На території муніципалітету розташовані такі населені пункти: (дані про населення за 2010 рік)
- Бенамаріас: 45 осіб
- Магас-де-Сепеда: 100 осіб
- Поркерос: 56 осіб
- Ванідодес: 36 осіб
- Вега-де-Магас: 118 осіб
- Сакос: 57 осіб

## Демографія
Динаміка населення (INE ):